# Oenothera affinis
Oenothera affinis là một loài thực vật có hoa trong họ Anh thảo chiều. Loài này được Cambess. mô tả khoa học đầu tiên năm 1829.